# Izydor Krasiński
Izydor Zenon Tomasz Krasiński herbu Ślepowron (ur. 13 stycznia 1774 w Wiksinie koło Ciechanowa, zm. 1840 w Warszawie) – polski generał piechoty (broni), minister wojny Rządu Narodowego Królestwa Polskiego w czasie powstania listopadowego.
W 1789 wstąpił w stopniu chorążego (podporucznika?) do 5 regimentu pieszego koronnego. Brał udział w wojnie polsko-rosyjskiej 1792 roku. W trakcie bitwy pod Zieleńcami zdezerterował, przerażony rozbiciem pobliskiej haubicy. Gen. Kościuszko domagał się postawienia go za to przed sądem wojennym, do czego jednak nie doszło.
W 1793 roku awansował do stopnia majora za wystawienie własnym kosztem batalionu fizylierów. W kwietniu 1794 roku dzięki użyciu ogromnych wpływów spokrewnionych z nim Ossolińskich, Kościuszko powierzył mu szefostwo i dowództwo 18 regimentu pieszego koronnego, zaś 10 lub 24 kwietnia awansował do stopnia generała majora. W trakcie bitwy pod Terespolem spowodował utratę armat. 20 września 1794 roku ranny dostał się do rosyjskiej niewoli.
W grudniu 1806 roku wstąpił do wojska Księstwa Warszawskiego w stopniu generała brygady, początkowo był w świcie Napoleona, a następnie w Legii gen. J. Zajączka i uczestniczył w kolejnych kampaniach. W wyprawie moskiewskiej 1812 r. dowódca 16 Dywizji Piechoty. 6 stycznia 1813 roku awansowany do stopnia generała dywizji. 20 stycznia 1815 roku objął dowództwo 2 dywizji piechoty.
3 września 1826 roku awansowany do stopnia generała piechoty (broni) w armii Królestwa Polskiego i 16 września 1826 roku objął dowództwo całej piechoty armii Królestwa Polskiego. W maju 1829 roku odwołany ze stanowiska i umieszczony w armii a la suite.
Po wybuchu powstania listopadowego, od 4 grudnia 1830 do 8 marca 1831 roku, był ministrem wojny. W czasie powstania wykazał brak dobrej woli i zdecydowania, za co został odsunięty od spraw wojska. Po upadku powstania zesłany do Wołogdy.
Po powrocie z zesłania osiadł w Warszawie. Był członkiem w stopniu trzecim loży wolnomularskiej Jedność Słowiańska, gdzie sprawował obowiązki drugiego dozorcy tej loży. Zmarł w Warszawie. Pochowany w kościele kapucynów.
Bratem Izydora był Chryzanty Krasiński (1777-1819), oficer Legionów we Włoszech. Chryzanty miał trzech synów: Henryka (oficer, odznaczony VM za udział w powstaniu), Bolesława (oficer inżynier) i Wincentego oraz córkę Adelę, która została drugą żoną generała Jana Chrzciciela Malletskiego.

## Odznaczenia
- Order Świętego Stanisława I klasy (1815)[6]
- Krzyż Złoty Orderu Wojskowego Księstwa Warszawskiego (1813)[7]
- Krzyż Kawalerski Orderu Wojskowego Polskiego[8]
- Krzyż Kawalerski Orderu Legii Honorowej (Francja, 1813)[8]
- Krzyż Kawalerski Orderu Obojga Sycylii (Neapol)[9]
- Order Świętego Włodzimierza II klasy (Rosja)[8]
- Order Świętej Anny I klasy z brylantami (Rosja, 1826)[8][7]
- Znak Honorowy za 25 lat służby (1830)[10]